# Novokosteantînivka, Djankoi
Novokosteantînivka (în ucraineană Новокостянтинівка) este un sat în comuna Stalne din raionul Djankoi, Republica Autonomă Crimeea, Ucraina.

## Demografie
Componența lingvistică a localității Novokosteantînivka
     Rusă (70,91%)
     Tătară crimeeană (26,67%)
     Ucraineană (2,42%)
Conform recensământului din 2001, majoritatea populației localității Novokosteantînivka era vorbitoare de rusă (70,91%), existând în minoritate și vorbitori de tătară crimeeană (26,67%) și ucraineană (2,42%).